# Sapromyza micropyga
Sapromyza micropyga är en tvåvingeart som beskrevs av Malloch 1933. Sapromyza micropyga ingår i släktet Sapromyza och familjen lövflugor. Inga underarter finns listade i Catalogue of Life.